# Concert du nouvel an 1980 à Vienne
Le concert du nouvel an 1980 de l'orchestre philharmonique de Vienne, qui a lieu le 1er janvier 1980, est le 40e concert du nouvel an donné au Musikverein, à Vienne, en Autriche. Il est dirigé pour la première fois par un Américain, le chef d'orchestre Lorin Maazel.
Johann Strauss II y est toujours le compositeur principal, mais son frère Josef est représenté avec trois pièces, et leur père Johann clôt le concert avec sa célèbre Marche de Radetzky. Par ailleurs, le compositeur autrichien Carl Michael Ziehrer y est joué pour la seconde année consécutive. C'est aussi la première fois qu'une œuvre d'un compositeur non autrichien y est entendue, à savoir du Français Jacques Offenbach (ouverture de l'opéra-bouffe Orphée aux Enfers).
Seules trois pièces sur les seize au total sont jouées pour la première fois au concert du nouvel an.

## Programme
Les pièces suivies d'un astérisque (*) sont jouées pour la première fois.

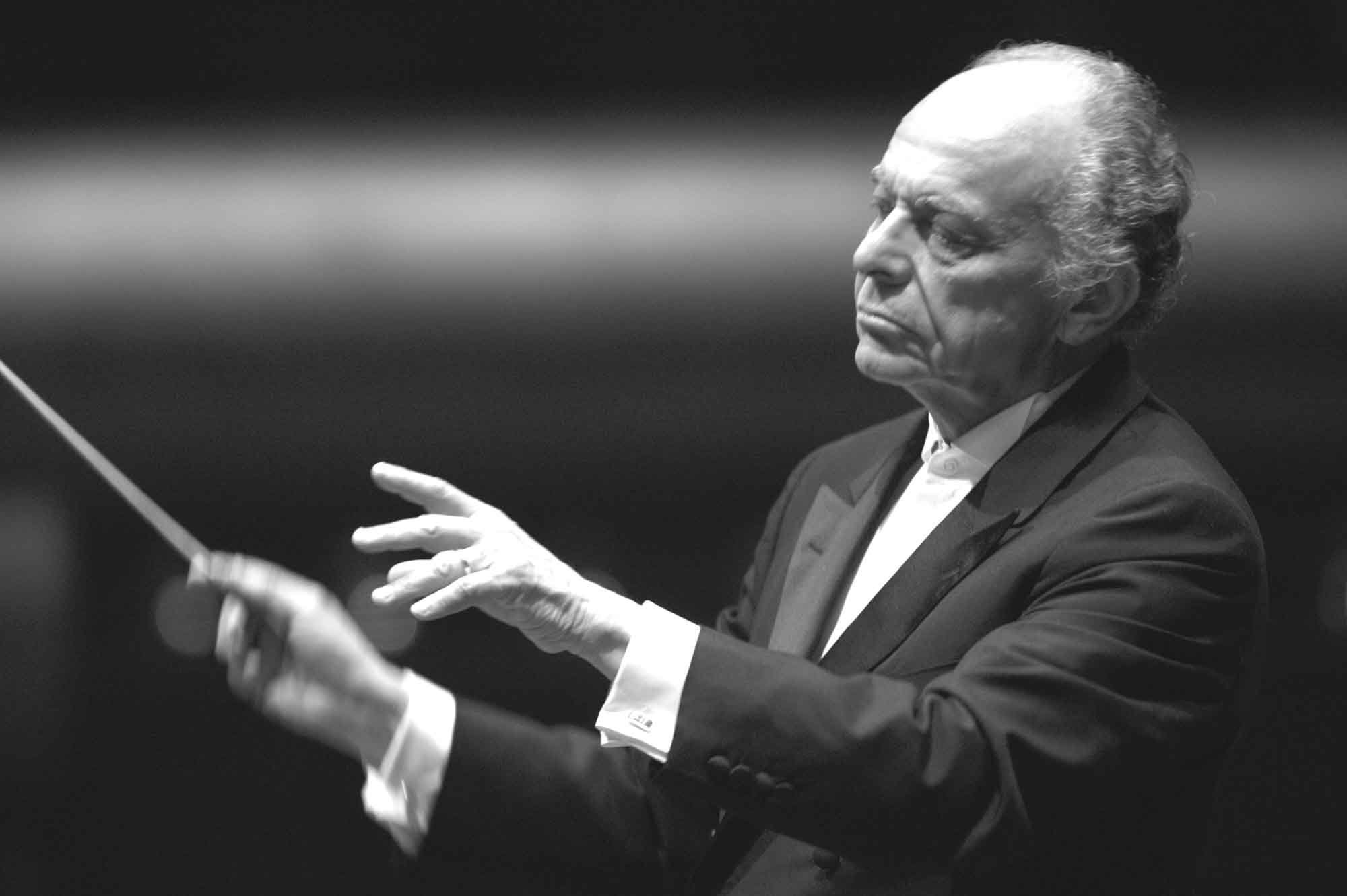
Lorin Maazel (en 2003)

### Première partie
1. Johann Strauss II : ouverture de l'opérette La Chauve-Souris
2. Josef Strauss : Sphärenklänge, valse, op. 235
3. Johann Strauss II : Neue Pizzicato-Polka, polka, op. 449
4. Johann Strauss II : Perpetuum mobile. Ein musikalischer Scherz, scherzo,, op. 257
5. Johann Strauss II :  Wiener Blut, valse, op. 354

### Deuxième partie
1. Jacques Offenbach : ouverture de l'opéra-bouffe Orphée aux Enfers*
2. Johann Strauss II : Morgenblätter, valse, op.279
3. Johann Strauss II : Fata morgana, polka-mazurka, op. 330
4. Johann Strauss II : Banditen-Galopp, galop, op. 378
5. Johann Strauss II : csárdás Klänge der Heimat tirée de l'opérette La Chauve-Souris
6. Johann Strauss II : Kaiser-Franz-Joseph-I.-Rettungs-Jubel-Marsch, marche, op. 126*
7. Josef Strauss : Aquarellen, valse, op. 258
8. Josef Strauss : Eingesendet, polka rapide, op. 240

### Rappels
1. Carl Michael Ziehrer : Loslassen, polka rapide, op. 386*
2. Johann Strauss II : Le Beau Danube bleu, valse, op. 314
3. Johann Strauss : Marche de Radetzky, marche, op. 228